# 竜追い
| 9  | 8  | 7  | 6  | 5  | 4  | 3  | 2  | 1  |    |
|    |    |    |    |    |    |    |    |    | 一 |
|    |    | 桂 |    | 桂 |    |    |    |    | 二 |
|    | 香 |    |    |    | 歩 |    |    |    | 三 |
| 歩 |    |    | 角 |    |    | 歩 |    |    | 四 |
|    |    |    | 歩 |    |    |    | 歩 |    | 五 |
|    |    |    |    |    |    |    |    | 歩 | 六 |
|    |    |    |    |    |    |    |    |    | 七 |
| と |    |    |    |    |    |    |    | 王 | 八 |
| 歩 | 龍 |    |    |    |    |    |    |    | 九 |

竜追い（りゅうおい）は、詰将棋の技法の一つ。主に長編の詰将棋を作る際に用いられる。

## 概要
竜追いとは、その名が示す通り竜王（以下単に「竜」と表記する）で玉を追う手順である。
右の図において▲1九竜とすると、△2七玉しか逃げ場がない。次に▲2八竜とすると△3六玉しか逃げ場がない。以下同様に竜が3七→4六→5五→5三→7三→･･･と追うと玉も4五→5四→6三→7四→8五→･･･と逃げるしかない。このように、竜を直接玉の隣に置いて追い込んでいく。
玉の隣に竜があると、玉は竜とは反対側の斜めのマスにいくしかない。大抵の場合はこれを追うために竜も斜めに1マスずつ追うことになる。これにより動く範囲に応じて手数がのびていく。
竜追いで玉の隣に竜で王手する場合、そのひもとなる駒は角を用いるのが基本であるが、部分的に銀や金などの小駒を用いる場合もある。

## 歴史
| 9  | 8  | 7  | 6  | 5  | 4  | 3  | 2  | 1  |    |
|    | 歩 |    |    |    | 金 |    |    |    | 一 |
| 馬 |    |    |    |    | 馬 |    |    | 銀 | 二 |
|    |    |    |    |    |    |    |    | 飛 | 三 |
|    |    |    |    | 王 | 歩 | 歩 | 歩 |    | 四 |
|    |    |    |    |    |    |    |    |    | 五 |
|    |    |    |    | と | 歩 |    |    |    | 六 |
|    |    |    | と |    |    |    |    |    | 七 |
|    |    | と |    |    |    |    |    |    | 八 |
| と |    |    |    |    |    |    |    |    | 九 |

最初の竜追い問題は五代大橋宗桂の『象戯手鑑』28番と考えられる。この問題では収束に龍追いが使用されている。三代大橋宗与の『将棋養真図式』（28番「魚鱗之作物」55手詰）では、盤面を往復する問題が作られている。
宗与の次の名人である三代伊藤宗看とその兄弟である八代大橋宗桂・伊藤看寿はいずれも竜追いを利用した長編を作っている。3人の献上図式は、全て100問目に竜追いを利用した長編が収められている（『将棋無双』100番「大迷路」163手詰・『将棋大綱』100番321手詰・『将棋図巧』100番「寿」611手詰）。
1955年に奥薗幸雄は「新扇詰」を発表し長手数の記録を塗り替えるが、この作品も竜追いを基にしている。
その後馬鋸や持駒変換などの研究が進み最長手数はそれらの作品によって更新されていくが竜追い作品は作られており、2008年には史上3位（発表時点）の長編である「アトランティス」が発表されている。
橋本孝治のミクロコスモスは馬鋸とと金ベルトを組み合わせて創作している。